# Brazylijski Związek Narciarsko-Snowboardowy
Brazylijski Związek Narciarsko-Snowboardowy (port. Associaçáo Brasileira de Ski e Snowboard) – brazylijskie stowarzyszenie kultury fizycznej pełniące rolę brazylijskiej federacji narodowej w biegach narciarskich, kombinacji norweskiej, narciarstwie alpejskim, narciarstwie dowolnym oraz snowboardzie.
Związek jest członkiem Międzynarodowej Federacji Narciarskiej (FIS). Do jego celów statutowych związku należy promowanie, organizowanie i rozwój narciarstwa w Brazylii m.in. poprzez szkolenia zawodników i instruktorów i organizację zawodów.